# Platycleis modesta
Platycleis modesta är en insektsart som först beskrevs av Franz Xaver Fieber 1853.  Platycleis modesta ingår i släktet Platycleis och familjen vårtbitare. Inga underarter finns listade i Catalogue of Life.